# Ilja Zaharovics Trauberg
Ilja Zaharovics Trauberg (oroszul: Илья Захарович Трауберг; Ogyessza, 1905. november 20. – Berlin, 1948. december 18.) orosz szovjet filmrendező, forgatókönyvíró.
Leonyid Zaharovics Trauberg filmrendező öccse.

## Élete
Ogyesszai zsidó család harmadik fiaként született. Apjának, Zahar Davidovics Traubergnek kiadója volt, (később Leningrádban nyomdában is dolgozott).
A petrográdi egyetemen jogot tanult, majd leningrádi újságoknak, filmes kiadványoknak dolgozott. 1925–1926-ban a Művészettörténeti Főiskola hallgatója volt, filmmel foglalkozott. 1927-ben Szergej Eisenstein és Grigorij Alekszandrov Október című filmjük forgatásához meghívták rendezőasszisztensnek, majd a leningrádi filmstúdióban önállóan is rendezni kezdett.
Az ismert színháztörténész, Adrian Ivanovics Piotrovszkij tanítványa volt, aki az 1920-as évek végén pártolt át a filmhez és a Lenfilm stúdió forgatókönyvi osztályának vezetőjeként dolgozott 1937-ig, amikor koholt vádak alapján letartóztatták és agyonlőtték.
Ilja Trauberg 1938-ban Leningrádból a fővárosba, a Moszfilm Stúdióhoz került és ott ő is a forgatókönyvi osztály vezetője lett. Ezután jelentősebb filmet már nem készített, utolsó rövidfilmjét a közép-ázsiai Taskent stúdiójában rendezte (1942).
1943-ban elvégezte a Lenin  nevét viselő katona-politikai akadémiát, majd a háború végéig a légierőnél szolgált. Leszerelése után, 1946-ban Berlinbe irányították, ahol a frissen alapított DEFA filmgyár (egyik?) vezetője lett. Itt halt meg 1948 végén; halálát az utólagos vizsgálat szerint szívinfarktus okozta, egy forrás azonban tudni véli, hogy megmérgezték.

## Munkái
A kék expressz (1929) cselekménye a Kínából Szovjetunióba haladó vonaton játszódik: a szegények kocsijában utazók megtámadják a luxuskocsiban utazó elnököt (akinek személye homályban marad), végül a Szovjetunióba átérve az expressz mintha föl, a nap felé robogna. „A  szegénység és a gazdagság szférájának gyors átváltásaiból egész sor Eisenstein-szerű ügyes asszociációs montázs adódik.”
Első hangosfilmje az akkoriban hivatalosan megfogalmazott úgynevezett „proletár-szolidaritás” jegyében készült: Németországban egy gyárban dolgozó, de a válság idején elbocsátott munkás véletlenül megsebesít egy rendőrt, majd – a börtönben a politikai foglyokkal megismerkedve – a sztrájkolók oldalára áll (Részetekre akad  munka, 1932). Az Egyedi esetben a falujából egyetemre, tudományos pályára került fiatal hatására karrierista, „kártékony” társai belátják hibáikat és megjavulnak.
A Mongólia fia ismét keleten játszódik. „Az egész film tulajdonképpen egy ballada, melyet a hős énekel és játszik el… Sziven [Ceven], a mongol pásztor eltéved egy viharban és a japánok által megszállt Mandzsúriában találja magát, ahol felbosszantja és kijátssza a japánokat és a bábkormányt. Ez az egyszerű, majdnem naiv mese gondolatokkal és akciókkal van tele, igen érdekes kísérlet.” A 19-es év a polgárháború idején az Asztrahány körüli harcokról szól és a vörösök hősiességét magasztalja.

## Filmek
Rendezői és/vagy forgatókönyvírói munkák:
- 1927	– Merész tengerészek (Отважные мореплаватели) – (Rövidfilm, csak forgatókönyvíró)
- 1927 – Leningrád ma (Ленинград сегодня) – (Valószínűleg dokumentumfilm; rendező)
- 1927 – Október (Октябрь – (Rendezőasszisztens)
- 1928	– Havas fiúk (Снежные ребята) – (Csak forgatókönyvíró)
- 1928 – Viharos úton (Буйной дорогой) – (Rövidfilm; rendező)
- 1929 – A kék expressz (Голубой экспресс) – (Forgatókönyvíró is)
- 1932 – Részetekre akad  munka (Для вас найдется работа) – (Forgatókönyvíró is, Joszif Pruttal együtt)
- 1933 – Egyedi eset (Частный случай) – (Forgatókönyvíró is, Nyikolaj Csukovszkijjal együtt. Bemutató: 1934)
- 1936 – Mongólia fia (Сын Монголии) – (Lenfilm)
- 1938 – A 19-es év (Год девятнадцатый) – (Forgatókönyvíró is, Joszif Pruttal együtt. Lenfilm)
- 1940 – Hangversenykeringő (Концерт-вальс) – (Zenés film, Mihail Dubszon rendezővel együtt. Moszfilm)
- 1941 – Győzelemmel várunk titeket (Мы ждём вас с победой) – (Zenés rövidfilm, Alekszandr Medvegykin rendezővel együtt. Moszfilm)
- 1942	– Háborús filmalbum, 11. sz. – Pókok (Боевой киносборник № 11 – Пауки) – (Rövidfilm, Alekszandr Macseret rendezővel együtt. Taskenti stúdió)